# Datzeroth
Datzeroth település Németországban, Rajna-vidék-Pfalz tartományban. Lakosainak száma 307 fő (2023. december 31.). Datzeroth Niederbreitbach és Hausen községekkel határos.

## Népesség
A település népességének változása:
| Lakosok száma | 165  | 241  | 245  | 278  | 315  | 307  |
|               | 1975 | 2017 | 2019 | 2021 | 2022 | 2023 |